# (760) Massinga
(760) Massinga es un asteroide perteneciente al cinturón de asteroides descubierto en 1913 por Franz Heinrich Kaiser.

## Descubrimiento y denominación
Massinga fue descubierto por Franz Kaiser el 28 de agosto de 1913 desde el observatorio de Heidelberg-Königstuhl, Alemania, e independientemente la misma noche por Grigori Neúimin desde el observatorio de Simeiz en la península de Crimea. Se designó inicialmente como 1913 SL y, posteriormente, se nombró en honor del astrónomo alemán Adam Massinger.

## Características orbitales
Massinga está situado a una distancia media del Sol de 3,151 ua, pudiendo alejarse hasta 3,881 ua. Su inclinación orbital es 12,53° y la excentricidad 0,2317. Emplea 2043 días en completar una órbita alrededor del Sol.

## Características físicas
La magnitud absoluta de Massinga es 7,96. Tiene un diámetro de 71,29 km y un periodo de rotación de 10,72 horas. Su albedo se estima en 0,2276.